# Epistephium praestans
Epistephium praestans är en orkidéart som beskrevs av Frederico Carlos Hoehne. Epistephium praestans ingår i släktet Epistephium och familjen orkidéer. Inga underarter finns listade i Catalogue of Life.